# Chợ đầu mối
Chợ đầu mối là chợ có vai trò tập trung hàng hóa quy mô lớn từ một khu vực sản xuất rộng lớn, từ đó phân phối đến các chợ tiêu thụ hoặc các kênh phân phối khác. Chợ đầu mối tạo sự thuận lợi trong hoạt động sản xuất, kinh doanh khi thu hút hàng hóa mọi nơi đổ về, giúp nhà sản xuất mau chóng xuất hàng. Hàng hóa các loại với số lượng lớn tập trung về địa điểm này tạo điều kiện cho những thương nhân lớn đến gom hàng để mang đến khu vực khác có các chợ tiêu thụ, phố mua bán,...một cách nhanh chóng và dễ dàng hơn.

## Quy mô và cấu trúc
Tại Việt Nam, theo quy định diện tích mặt bằng nền chợ tối thiểu là 8.000 m² đối với chợ cải tạo, nâng cấp đạt chuẩn chợ đầu mối và tối thiểu 10.000 m² đối với chợ đầu mối xây mới, không kể diện tích dành cho khuôn viên, đường đi, bãi đỗ xe và các công trình phụ trợ khác,...
Các hạng mục công trình chính của chợ đầu mối bao gồm:
- Khu kinh doanh hàng hóa, nông sản, thực phẩm theo từng phân khu ngành hàng, gồm cả khu vực bán buôn và khu vực bán lẻ.
- Khu trụ sở văn phòng; khu kiểm tra, kiểm soát, kiểm dịch (hàng hóa có nguồn gốc động thực vật được xuất nhập khẩu), truy suất và quản lý chất lượng.
- Khu vực phân loại và sơ chế, gia công, bao bì, đóng gói hàng hóa nông sản
- Kho bãi tập kết nông sản.
- Khu dịch vụ hỗ trợ các dịch vụ thiết yếu.

## Vai trò, chức năng
Chợ đầu mối là loại chợ nằm trong hệ thống các chợ mua bán. Chúng có một vai trò, chức năng quan trọng trong mạng lưới sản xuất, phân phối, tiêu thụ hàng hóa. Có vai trò thúc đẩy sự phát triển kinh tế và xã hội của một vùng rộng lớn. Chợ đầu mối thường tập trung theo chuyên ngành như chợ đầu mối nông sản, chợ đầu mối thủy hải sản, chợ đầu mối rau, chợ đầu mối lúa gạo,...tập trung hàng hóa chuyên ngành sản xuất của một địa bàn sản xuất kinh tế, như vùng nông nghiệp chuyên canh, vùng tập trung nuôi trồng thủy sản,...hoặc vùng công nghiệp. Thông thường là các vùng sản xuất tập trung có quy mô tương đối lớn. Việc tập trung hàng hóa của cả vùng sản xuất sẽ tạo động lực sản xuất, thúc đẩy phát triển và mở rộng mức độ lưu thông hàng hóa nhiều vùng trong nước hoặc nhiều nước. Góp phần ổn định hoạt động mua bán, thị trường. Do đó nắm giữ vai trò như tiền đề phát triển kinh tế.
Do tầm quan trọng của chợ đầu mối, chính sách phát triển kinh tế hàng đầu thường tập trung vào việc thúc đẩy mở rộng, phát triển cơ sở hạ tầng khu vực chợ đầu mới, chú trọng nâng cấp hệ thống giao thông vận tải để phục vụ. Chính sách ưu tiên thu hút doanh nghiệp tăng cường đầu tư đồng bộ và hiện đại hóa các chợ đầu mối theo công nghệ "hậu cần", như các khu tập kết hàng hóa và các khu phân loại,... Các chợ đầu mối cũng được chủ trương tập trung dần ra ngoại vi các đô thị.

## Đặc trưng
Chợ đầu mối là loại hình khác với chợ thông thường, chợ là nơi mua bán chủ yếu để trung chuyển hàng hóa chứ không phải mua bán hàng để tiêu dùng. Do đó có sự khác biệt trong cách thức hoạt động và đối tượng mua bán. Chợ đầu mối do đó khác nhiều với các loại chợ thông thường, như loại hình chợ tổng hợp, hay còn gọi là chợ bách hóa, cũng như khác với chợ chuyên doanh. Và do vai trò, chức năng riêng biệt mà chợ đầu mối thường đặt ở ngoại thành, còn trung tâm đô thị là dành cho chợ thông thường. Chợ đầu mối thường tập trung nhiều ở các thành phố lớn, là trung tâm kinh tế, thương mại quan trọng.
Chợ đầu mối không chỉ thu gom, quản lý, bán mua mà còn gắn kết với kiểm dịch, chế biến, bảo quản,... Một số chợ ban đêm hoạt động như chợ đầu mối, ban ngày lại là chợ bán lẻ, như chợ Cây Đa.
Cách thức giao dịch ở chợ đầu mối nổi bật việc mua chịu trả sau, trả chậm, mua bán gối đầu,...xảy ra giữa nhà sản xuất, cung cấp hàng với đại lý, hoặc giữa các thương nhân với nhau. Chợ hoạt động theo cơ chế thị trường, các nhà buôn bán đưa ra đơn hàng, các nhà phát triển, khoa học hỗ trợ và người sản xuất đáp ứng các nhu cầu về hàng hóa đã được đặt ra.

## Vấn nạn
Tại khu vực chợ đầu mối, nhiều tiểu thương mua bán thường phải nộp "tiền bãi" từ các băng nhóm, nhưng nhà nước lại không xử lý. Điều này gây khó khăn cho việc mua bán, thường xuyên bị các băng nhóm quấy nhiễu đủ kiểu. Bên cạnh đó, các chợ tự phát mọc lên bên ngoài chợ đầu mối với giá hàng hóa rẻ hơn đã khiến tiểu thương trong chợ dần mất khách hàng. Hình thức mua bán online hiện nay cũng thúc đẩy việc tiểu thương liên hệ trực tiếp nhà sản xuất và hàng hóa được ship thẳng từ các địa phương đến cửa hàng tiểu thương trong đô thị cũng làm cho hoạt động mua bán của chợ đầu mối sụt giảm.

## Danh sách chợ đầu mối

### Ở Việt Nam
Một số chợ đầu mối:
- Chợ Bà Đắc: chuyên về lúa gạo
- Chợ Bình Tây: đủ loại mặt hàng.[21]
- Chợ Đồng Gia: rau quả
- Chợ Kim Biên: chuyên về mỹ phẩm, hóa chất, hương liệu,...[22]
- Chợ Long Biên: chuyên nông sản các loại.
- Chợ Phụng Hiệp: chuyên về trái cây.
- Chợ Soái Kình Lâm: chuyên kinh doanh vải.[22]
- Chợ Tôn Thất Đạm: chuyên kinh doanh đồ hộp, bánh kẹo ngoại nhập.[22]
- Chợ Việt Trì: chuyên mua bán trâu bò.

### Sách
- Đỗ Văn Ninh và đồng nghiệp (2001). Lịch sử Việt Nam, Tập 4. Nhà xuất bản Khoa học xã hội.
- Liên hiệp các hội khoa học và kỹ thuật Việt Nam, Trung tâm thông tin và chuyển giao tiến bộ sinh học Việt Nam (2007). Khoa học công nghệ Việt Nam - 20 năm đổi mới thành tựu và hướng đầu tư phát triển. Nhà xuất bản Văn hóa thông tin - Công ty văn hóa trí tuệ Việt.
- Phạm Côn Sơn (2000). Đất Việt mến yêu: từ điển du lịch dã ngoại Việt Nam, 2000. Nhà xuất bản Đồng Nai.
- Phạm Tất Thắng (2004). Thương mại Việt Nam hội nhập kinh tế quốc tế. Bộ thương mại.
- Phùng Hữu Phú (2005). Hai mươi năm đổi mới ở thủ đô Hà Nội: định hướng phát triển đến năm 2010. Nhà xuất bản Hà Nội.
- Trần Du Lịch (2000). Kinh tế Thành phố Hồ Chí Minh: 25 năm xây dựng và phát triển, 1975-2000. Sở văn hóa thông tin Thành phố Hồ Chí Minh.
- Trần Nhu (1998). Thành phố Hồ Chí Minh tự giới thiệu: Trên đường hội nhập AFTA. Nhà xuất bản Thông tin.
- Trung tâm thông tin công nghiệp và thương mại (2010). Hàng Việt vì nhu cầu thị hiếu tiêu dùng người Việt. Nhà xuất bản Công thương.
- Trung tâm thông tin công nghiệp và thương mại (2) (2010). Kinh nghiệm thành công của một số doanh nghiệp trong nước trong công tác xúc tiến thương mại và chiếm lĩnh thị trường nội địa. Nhà xuất bản Công thương.{{Chú thích sách}}:  Quản lý CS1: tên số: danh sách tác giả (liên kết)
- Thang Văn Phúc (2008). Kinh tế biển Việt Nam: tiềm năng, cơ hội và thách thức. Nhà xuất bản Lao động-xã hội.

### Tạp chí
- Đảng cộng sản Việt-Nam (2006). "Tạp chí cộng sản: cơ quan lý luận và chính trị của Đảng cộng sản Việt-Nam, Số phát hành 19-24". Ban chấp hành Trung ương Đảng cộng sản Việt-Nam. {{Chú thích tạp chí}}: Chú thích magazine cần |magazine= (trợ giúp)
- Văn phòng chính phủ (2003). "Công báo, Số phát hành 1657-1667". Văn phòng chính phủ. {{Chú thích tạp chí}}: Chú thích magazine cần |magazine= (trợ giúp)

### Báo cáo khoa học
- (Tài liệu). {{Chú thích tài liệu}}: |title= trống hay bị thiếu (trợ giúp); Chú thích document cần |publisher= (trợ giúp); Đã bỏ qua tham số không rõ |nhà xuất bản= (trợ giúp); Đã bỏ qua tham số không rõ |năm= (trợ giúp); Đã bỏ qua tham số không rõ |tác giả= (trợ giúp); Đã bỏ qua tham số không rõ |tựa đề= (trợ giúp); Đã bỏ qua tham số không rõ |url= (trợ giúp)
- (Tài liệu). {{Chú thích tài liệu}}: |title= trống hay bị thiếu (trợ giúp); Chú thích document cần |publisher= (trợ giúp); Đã bỏ qua tham số không rõ |nhà xuất bản= (trợ giúp); Đã bỏ qua tham số không rõ |năm= (trợ giúp); Đã bỏ qua tham số không rõ |tác giả= (trợ giúp); Đã bỏ qua tham số không rõ |tựa đề= (trợ giúp); Đã bỏ qua tham số không rõ |url= (trợ giúp)
- (Tài liệu). {{Chú thích tài liệu}}: |title= trống hay bị thiếu (trợ giúp); Chú thích document cần |publisher= (trợ giúp); Đã bỏ qua tham số không rõ |nhà xuất bản= (trợ giúp); Đã bỏ qua tham số không rõ |năm= (trợ giúp); Đã bỏ qua tham số không rõ |tác giả= (trợ giúp); Đã bỏ qua tham số không rõ |tựa đề= (trợ giúp); Đã bỏ qua tham số không rõ |url= (trợ giúp)
- (Tài liệu). {{Chú thích tài liệu}}: |title= trống hay bị thiếu (trợ giúp); Chú thích document cần |publisher= (trợ giúp); Đã bỏ qua tham số không rõ |nhà xuất bản= (trợ giúp); Đã bỏ qua tham số không rõ |năm= (trợ giúp); Đã bỏ qua tham số không rõ |tác giả= (trợ giúp); Đã bỏ qua tham số không rõ |tựa đề= (trợ giúp); Đã bỏ qua tham số không rõ |url= (trợ giúp)